# Fusillade d'Uvalde
La fusillade d'Uvalde est une tuerie en milieu scolaire survenue le 24 mai 2022 dans l'école primaire Robb à Uvalde, au Texas (États-Unis), perpétrée par Salvador Ramos, un homme de 18 ans ayant été scolarisé dans la ville.
Vingt-deux personnes sont tuées : dix-neuf enfants de l'école, deux enseignantes ainsi que l'auteur des faits. Elle est la fusillade la plus meurtrière dans une école primaire aux États-Unis depuis la tuerie de l'école primaire Sandy Hook en 2012 et « la fusillade scolaire la plus meurtrière de l'histoire du Texas ».
Cette fusillade se produit dix jours après l'attentat de Buffalo, dans l'État de New York.

## Localisation
Uvalde est une ville de 16 000 habitants, située à 100 km de la frontière avec le Mexique. L'école primaire Robb est située au 715 Old Carrizo Road.

## Contexte
90 % des élèves de l'école primaire Robb sont des hispaniques et 87 % sont issus de milieu défavorisé. L'année scolaire devait se terminer deux jours plus tard, pour les vacances d'été.

## Déroulement des événements
Dans la matinée du 24 mai, Salvador Ramos tire sur sa grand-mère à son domicile. Elle est transportée à l'hôpital dans un état critique.
Vers 11 h 28, il arrive devant l'école primaire Robb, vêtu d'un gilet pare-balles et portant un sac à dos, une arme de poing et un fusil d'assaut type AR-15,. Il sort de son véhicule accidenté, tire vers deux personnes de l'autre côté de la rue.
Un premier appel alerte la police de la présence d'un homme armé à 11 h 30. Les premiers policiers arrivent sur les lieux quelques minutes plus tard, « entendent des coups de feu, prennent des balles, se replient et s'abritent » avant d'appeler des renforts, qui encerclent l'école.
Le tueur escalade la clôture de l'école et rentre par la porte arrière à 11 h 33. Il fait irruption dans les classes communicantes 111 et 112, tue les deux enseignantes puis tire sur les élèves de la classe à l'aveugle. D'après le témoignage d'un enfant survivant, le tireur aurait annoncé en rentrant dans la classe « C'est l'heure de mourir » (« It's time to die »). Plus de 100 balles sont retrouvées.
À 11 h 35, sept policiers entrent dans le couloir et tentent de s'approcher de la porte de la salle de classe, ils essuient des tirs et se retranchent. L’assaillant tire à seize reprises à l'intérieur des salles jusqu'à 11 h 44. À 12 h 3, dix-neuf policiers se regroupent dans le couloir mais n'interviennent pas, sur ordre du commandement, dans l'attente de renforts et de matériel.
Entre 12 h 36 et 12 h 43, au moins deux élèves appellent le 911 à plusieurs reprises pour signaler des morts et le nombre d'entre eux encore en vie,.
Une unité d'élite de l'United States Border Patrol arrive en renfort à 12 h 15 avec des boucliers. L'assaut est lancé à 12 h 50. L'un d'eux est blessé tandis qu'un autre parvient à tuer l'assaillant à 12 h 58,.

## Victimes
Au 27 mai 2022, le bilan est de vingt-et-un morts, dont dix-neuf élèves et deux enseignantes,,,.
Enseignantes
- Eva Mireles, 44 ans
- Irma Garcia, 48 ans

Élèves
- Nevaeh Alyssa Bravo, 10 ans
- Jacklyn Jaylen Cazares, 10 ans
- Makenna Lee Elrod, 10 ans
- Jose Flores Jr., 10 ans
- Eliana Garcia, 9 ans
- Uziyah Garcia, 10 ans
- Amerie Jo Garza, 10 ans
- Xavier Lopez, 10 ans
- Jayce Carmelo Luevanos, 10 ans
- Tess Marie Mata, 10 ans
- Miranda Mathis, 11 ans
- Alithia Ramirez, 10 ans
- Annabell Guadalupe Rodriguez, 10 ans
- Maite Rodriguez, 10 ans
- Alexandria Aniyah Rubio, 10 ans
- Layla Salazar, 10 ans
- Jailah Nicole Silguero, 10 ans
- Eliahana Cruz Torres, 10 ans
- Rojelio Torres, 10 ans

Dix-sept personnes sont blessées, dont trois policiers et au moins une douzaine d'élèves,.
Joe Garcia, le mari d'Irma Garcia, une des deux enseignantes tuées dans l'attaque, meurt deux jours plus tard d'une attaque cardiaque en rentrant chez lui après avoir déposé des fleurs à la chambre funéraire de son épouse.

## Le tireur
L'attaquant est Salvador Ramos, âgé de 18 ans, natif de Fargo, au Dakota du Nord, habitant à Uvalde et ayant étudié au lycée d'Uvalde. Souffrant d’un trouble de la parole — un bégaiement et un zézaiement — depuis son jeune âge, il est victime d’intimidation pour sa condition modeste lors de sa scolarité,,. 
Il n'avait pas d'antécédents judiciaires, ni de problème de santé mentale identifié,. 
Ramos devait obtenir son diplôme de fin d'études secondaires en 2022, mais ses fréquentes absences ont rendu son obtention peu probable. L'état de Ramos a empiré lorsque son meilleur ami a déménagé dans une autre région du Texas, et il a fini par abandonner l'école. Après cela, il s'est laissé pousser les cheveux et a commencé à porter des vêtements entièrement noirs et des rangers.
Jusqu'à un mois avant la fusillade, Ramos travaillait dans un restaurant Wendy's local et y était employé depuis au moins un an. Selon le gérant de nuit du magasin, Ramos faisait tout pour rester discret. L'un des collègues de Ramos a déclaré qu'il était parfois impoli envers ses collègues féminines, auxquelles il envoyait des SMS inappropriés, et qu'il menaçait les cuisiniers de son travail en leur demandant : « Savez-vous qui je suis ? ».
Un an avant la fusillade, Ramos a commencé à poster sur son compte Instagram des photos de fusils automatiques qui figuraient sur sa liste de souhaits. Avant la fusillade, Ramos se déplaçait en voiture la nuit avec un ami et tirait sur les gens avec un pistolet à billes et lançait des œufs sur les voitures. Selon un homme qui était en relation avec la mère de Ramos, ce dernier a quitté la maison de sa mère pour s'installer chez ses grands-parents deux mois avant la fusillade, à la suite d'une dispute qui avait éclaté entre lui et sa mère parce qu'elle avait éteint le Wi-Fi. Ramos a posté une vidéo de lui-même sur Instagram en train de se disputer agressivement avec sa mère et de la qualifier de « salope ». Des personnes proches de la famille de Ramos ont décrit la mère de Ramos comme une consommatrice de drogue. Le grand-père de Ramos a déclaré que Ramos n'avait pas de permis de conduire et qu'il ne savait pas conduire.
Ramos a acheté légalement un fusil semi-automatique dans un magasin d'armes local le 17 mai, un jour après son 18e anniversaire, et a acheté un autre fusil trois jours plus tard. Ramos a également envoyé un message Instagram à une connaissance rencontrée par le biais de Yubo, qui montrait un reçu pour un fusil de type AR-15, DDM4 V7 acheté auprès du détaillant en ligne Daniel Defense basé en Géorgie, huit jours avant la fusillade,,. Il a ensuite posté une photo de deux fusils sur son compte Instagram trois jours avant la fusillade. Le 18 mai, il a acheté 375 cartouches de munitions de 5,56 mm.

## Réactions

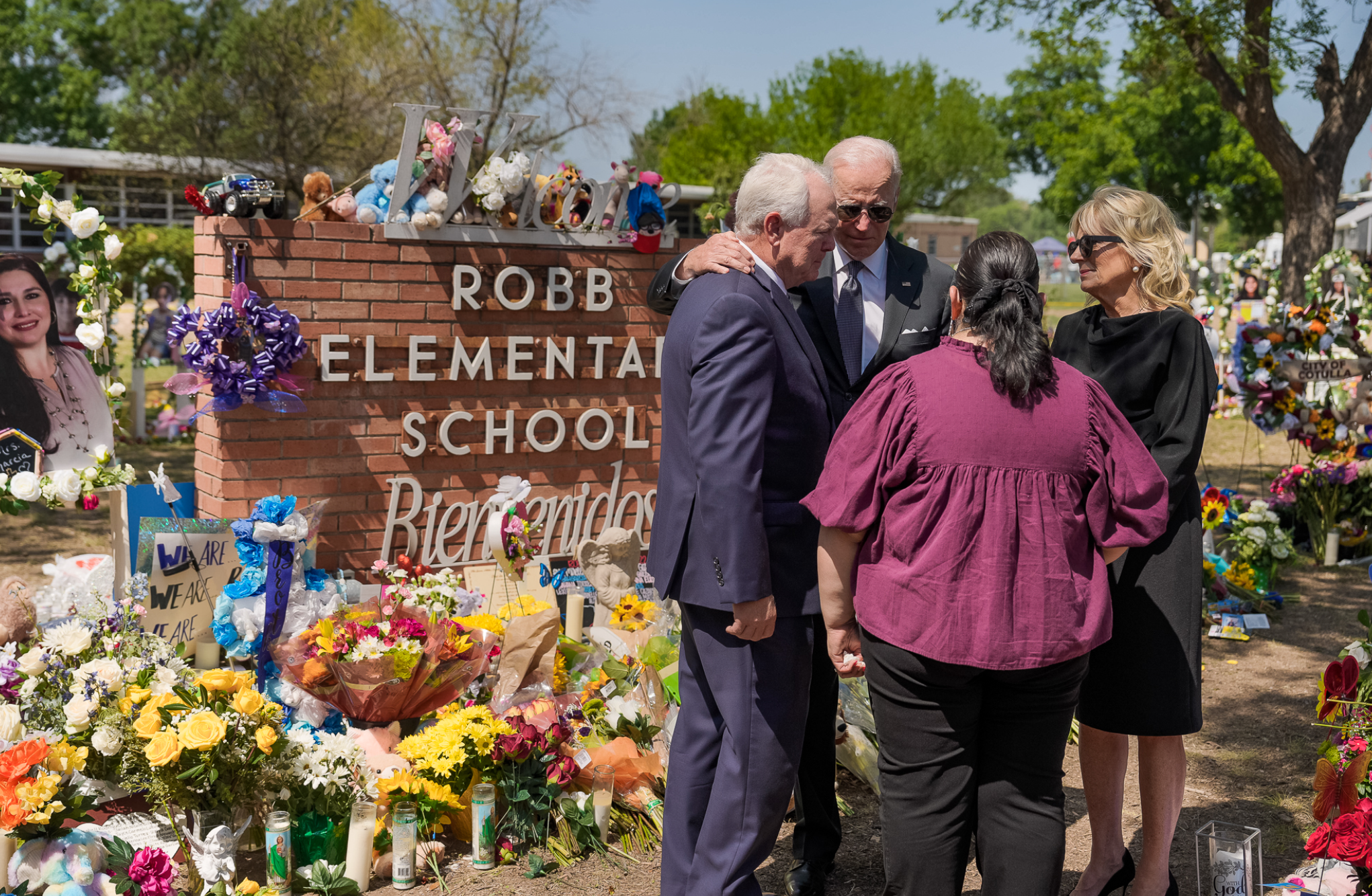
Le président Joe Biden ainsi que sa femme se rendant sur place après la fusillade.

Le président américain Joe Biden, se déclare « écœuré et fatigué », dénonçant « ceux qui empêchent, repoussent ou bloquent les lois sur les armes à feu ». Il ordonne la mise en berne des drapeaux sur les bâtiments et lieux publics des États-Unis pendant trois jours « en signe de respect pour les victimes de cet acte de violence insensé ». La vice-présidente Kamala Harris s'est exprimée devant le Congrès, affirmant notamment : « Trop, c’est trop. »
Dans une conférence de presse tenue le lendemain des faits, le gouverneur du Texas Greg Abbott, dénonce la tuerie perpétrée par « une personne folle » — tout en indiquant que le tireur « n'avait pas de problème de santé mentale identifié ». Son opposant Beto O'Rourke dénonce sa responsabilité, déclarant : « Vous dites que cela n’était pas prévisible, c’était complètement prévisible à partir du moment où vous avez décidé de ne rien faire. [...] Vous ne faites rien pour arrêter ces massacres. »
La National Rifle Association (NRA), principal lobby du pays défendant le droit aux armes à feu — qui tient son assemblée annuelle le vendredi suivant l'attaque —, présente ses « condoléances les plus profondes [...] aux familles et aux victimes de cet affreux et diabolique crime », en dénonçant « l’acte d’un criminel isolé et dérangé ».

### Critiques de l'intervention policière
Les forces de police sont accusées de passivité face au tireur pendant et après les faits, ayant attendu plus d'une heure après le début de la tuerie pour intervenir. Pendant la fusillade, des parents exhortent la police — positionnée autour de l'école — à intervenir. L'un d'entre eux déclare « [qu']ils n'ont rien fait jusqu'à ce qu'il soit trop tard ».
En réaction, le porte-parole du département de la Sécurité du Texas, Chris Olivarez, affirme que « les premiers officiers arrivés sur les lieux étaient désavantagés[pas clair], ils n'avaient aucun moyen d'entrer ». Le 27 mai, le directeur du département de la sécurité publique du Texas, Steven McCraw, reconnaît « avec le recul » que la police a pris une « mauvaise décision ». Devant une commission d'enquête du Sénat de l'État, il a qualifié l'intervention policière d'échec absolu et pointé la mauvaise décision du responsable de la police sur place. En effet, pensant qu'il n'y avait pas de survivants, ce dernier aurait considéré la situation non plus comme celle d'un « tireur actif » — pour laquelle la doctrine, depuis la fusillade de Columbine, est d'intervenir au plus vite pour neutraliser l'assaillant — mais comme celle d'un « suspect barricadé ».
Les autorités ont dans un premier temps affirmé qu'un agent de sécurité ou un policier avait tenté de s'interposer et avait été blessé par le tireur. Cette version est démentie par Victor Escalon, le directeur régional du département de la Sécurité du Texas, qui affirme dans une conférence de presse que le tueur « est entré sans obstacle » dans l'école et « n'a fait face à personne ». Le policier en faction à la porte de l'école s'était absenté et un agent de la police du district scolaire venu à la suite d'un premier appel de détresse n'a pas vu le tireur.